# Anopheles palmatus
Anopheles palmatus är en tvåvingeart som först beskrevs av Rodenwaldt 1926.  Anopheles palmatus ingår i släktet Anopheles och familjen stickmyggor. Inga underarter finns listade i Catalogue of Life.